# نهائي كأس أوكرانيا 2006
نهائي كأس أوكرانيا 2006 هي المباراة النهائية من منافسة كأس أوكرانيا 2005–06، أقيمت المباراة في 2 مايو 2006، في مجمع أولمبيسكي الوطني الرياضي، بين فريقي دينامو كييف، وميتالوره زابورجيا، وفاز فيها دينامو كييف، بعد أن هزم ميتالوره زابورجيا، بنتيجة 1 - 0، وحضر المباراة 25000 شخصاً.

## تفاصيل المباراة
لعبت المباراة النهائية في 2 مايو 2006.
| دينامو كييف | 1 -0 | ميتالوره زابورجيا |
| ----------- | ---- | ----------------- |
|             |      |                   |